# Варюхин, Андрей Петрович
Андрей Петрович Варюхин (1900—1987) — советский офицер, участник Гражданской войны в России и Великой Отечественной войны, Герой Советского Союза (24 марта 1945). Полковник (1944).

## Молодость и Гражданская война
Родился 22 августа 1900 года в городе Касимов (ныне — Рязанская область) в рабочей семье. Окончил начальную школу. С марта 1912 года работал учеником, с мая 1915 — портным в мастерской Гринберга в Петрограде. После Февральской революции и закрытия мастерской вернулся в Касимов, работал чернорабочим в коммунальном хозяйстве городского совета.
В мае 1919 года был призван на службу в Рабоче-крестьянскую Красную Армию, служил в 11-м запасном Калужском батальоне, с июня — в 80-м запасном стрелковом полку в г. Алатырь Симбирской губернии. Участник Гражданской войны с августа 1919 года, когда был переведён в 498-й стрелковый полк Петроградского военного округа, который вёл активные боевые действия против финской армии под Белоостровом. С сентября 1919 года учился на 1-х Петергофских командных курсах. Будучи курсантом, в составе сводной курсантской бригады участвовал в обороне Петрограда от войск Северо-Западной армии генерала Н. Н. Юденича. После окончания курсов командовал взводом 56-й Московской стрелковой дивизии Западного фронта, участвовал в советско-польской войне, после её завершения полк был переведён для охраны границы с Латвией в Псковской губернии.

## Межвоенное время
С сентября 1921 по май 1922 года учился на повторных курсах при 8-й Петроградской пехотной школе. С 1922 года командовал взводами в 11-й стрелковой дивизии Петроградского военного округа. В 1922 году Варюхин вступил в РКП(б). В сентябре 1924 года вновь был направлен учиться, в 1925 году Варюхин окончил 2-ю высшую педагогическую школу физического образования. После её окончания вернулся в дивизию уже инструктором физической подготовки и помощником командира пулемётной команды. С октября 1927 — командир 28-го отдельного зенитно-пулемётного взвода Ленинградского военного округа, с октября 1928 — командир пулемётной роты 20-го отдельного пулемётного батальона (Ленинград). Окончил курсы при Севастопольской школе зенитной артиллерии в 1932 году. С мая 1932 — курсовой командир в Ленинградской Военно-теоретической школе ВВС РККА. С марта 1933 — командир роты 47-го стрелкового полка 16-й стрелковой дивизии имени В. Киквидзе. С ноября 1934 года служил в Ленинградском военно-ветеринарном училище: преподаватель-инструктор физической подготовки, с октября 1937 командир учебного батальона, с ноября 1939 помощник начальника училища по учебно-строевой части.

## Великая Отечественная война
После начала Великой Отечественной войны майор А. П. Варюхин участвовал в формировании новых воинских частей в Ленинграде, 28 июля 1941 года назначен начальником штаба отдельной курсантской бригады на Северном фронте (26 августа преобразован в Ленинградский фронт). Участник Ленинградской оборонительной операции. В начале блокады Ленинграда, с конца августа по конец сентября, выполнял особое задание по  снабжению оружием войск в Ленинграде. С сентября 1941 — командир 657-го стрелкового полка 125-й стрелковой дивизии 55-й армии Ленинградского фронта. В бою 25 января 1942 года был ранен, в марте вернулся в свой полк, а 24 марта назначен командиром 9-го гвардейского стрелкового полка 3-й гвардейской стрелковой дивизии Ленфронта, участвовал в Любанской наступательной операции. В бою 6 апреля 1942 года вновь был тяжело ранен. Несколько месяцев лечился в эвакогоспитале в г. Слободской Кировской области.
Из госпиталя вышел только в июне 1942 года. С июля командовал 7-м запасным стрелковым полком 1-й Горьковской запасной стрелковой бригады. С августа 1943 года находился в распоряжении Военного совета Московского военного округа.
С ноября 1943 года — вновь на фронте, командир 47-го стрелкового полка 15-й Сивашской стрелковой дивизии 61-й армии Белорусского фронта. В апреле 1944 года дивизия и полк были переданы 65-й армии 2-го Белорусского фронта, в которой воевали до конца войны. Во главе полка участвовал в Гомельско-Речицкой, Калинковичско-Мозырской, Белорусской стратегической, Сероцкой наступательных операциях.
Командир 47-го стрелкового полка 15-й стрелковой дивизии 65-й армии 2-го Белорусского фронта полковник А. П. Варюхин особо отличился в ходе Млавско-Эльбингской фронтовой операции — составной части Восточно-Прусской стратегической наступательной операции. Прорвав несколько оборонительных рубежей противника в Восточной Пруссии, полк вышел на реку Висла и в ночь на 27 января 1945 года первым в дивизии форсировал её в районе посёлка Гросс-Вестпален в 4-х километрах к юго-западу от Грудзёндза. Захватив плацдарм на западном берегу реки, полк Варюхина отразил несколько вражеских контратак. За период с 14 января по 15 февраля 1945 года полку удалось освободить 50 крупных населённых пунктов.
Указом Президиума Верховного Совета СССР от 24 марта 1945 года за «образцовое выполнение боевых заданий Командования на фронте борьбы с немецкими захватчиками и проявленные при этом отвагу и геройство» полковнику Андрею Петровичу Варюхину присвоено звание Героя Советского Союза с вручением ордена Ленина и медали «Золотая Звезда» (№ 5489).
26 февраля 1945 года назначен заместителем командира, а 26 марта — исполняющим должность командира 15-й стрелковой дивизии. Под его командованием дивизия хорошо действовала в Восточно-Померанской и Берлинской наступательных операциях, особо отличившись при штурме Данцига и в боях за Штеттин. За это дивизия получила почётное наименование «Штеттинская». В Берлинской операции дивизия с боем форсировала Одер и захватила крупный плацдарм 20 апреля, с которого начала стремительное преследование немецких войск. Свой боевой путь завершил выходом к Балтийскому морю в районе Ростока. За время войны два раза был ранен.

## Послевоенное время
Принимал участие в Параде Победы в Москве 24 июня 1945 года, нёс знамя своей дивизии в сводном полку 2-го Белорусского фронта. После войны командовал этой же дивизией, которая была передана в состав Северной группы войск на территории Польши. В январе 1946 года дивизия была преобразована в 26-ю механизированную дивизию, тогда же её перебросили в 45-ю армию Тбилисского военного округа. С марта 1946 — командир 261-й стрелковой дивизии Закавказского военного округа. В августе 1946 года полковник А. П. Варюхин уволен в запас.
Проживал в Ленинграде, работал начальником цеха фабрики «Красное знамя». В 1972—1978 годах он работал в ОВД Ждановского райисполкома. Скончался 1 ноября 1987 года, похоронен на Южном кладбище Санкт-Петербурга.

## Награды
- Герой Советского Союза (24.03.1945)
- Два ордена Ленина (21.02.1945, 24.03.1945)
- Два ордена Красного Знамени (7.04.1944, 3.11.1944)
- Орден Суворова 2-й (29.05.1945) и 3-й (8.08.1944) степеней
- Орден Отечественной войны 1-й степени (11.03.1985)
- Медаль «За оборону Ленинграда»
- Другие медали СССР
- Орден «Крест Грюнвальда» 1-го класса (Польша)
- Медали Польши